# Rinaldo Rinaldini, sławny bandyta włoski
Rinaldo Rinaldini, sławny bandyta włoski (niem. Rinaldo Rinaldini, der Räuberhauptmann) – powieść przygodowa autorstwa Christiana Augusta Vulpiusa opublikowana w trzech tomach w Lipsku w 1798 roku. W powieści tej autor stworzył klasyczny schemat powieści zbójeckiej.

## Treść
Akcja toczy się w Królestwie Neapolu w XVIII wieku. Głównym bohaterem jest Rinaldo Rinaldini, szlachetny zbójca, przywódca bandy łupiący bogatych i wspomagający biednych. Powieść opisuje jego przygody i perypetie.

## Odbiór
Powieść okazała się ogromnym sukcesem. Do 1824 roku miała 6 wydań. Jeden z krytyków pisał, że żadne dzieło niemieckie nie było tak często czytane jak Rinaldini.
Tłumaczenia ukazały się w językach francuskim, angielskim, hiszpańskim, niderlandzkim, duńskim, węgierskim i polskim (w 1899 roku).  Sam autor napisał też kilka kontynuacji. Równocześnie powstawały kontynuacje oraz odrębne wersje przygód Rinalda pisane przez innych autorów.
W Polsce powieść także zyskała popularność. Jak pisał „Kurier Warszawski” w roku 1845:  „mało kto z umiejących czytać, nie czytał”

## Ekranizacje
- Rinaldo Rinaldini – niemiecki film niemy z 1927 roku[6]
- La Kermesse des brigands – francusko-niemiecki serial telewizyjny z 1968 roku